# Agrostis arvensis
Agrostis arvensis är en gräsart som beskrevs av Rodolfo Amando Philippi. Agrostis arvensis ingår i släktet ven, och familjen gräs. Inga underarter finns listade i Catalogue of Life.